# Университет

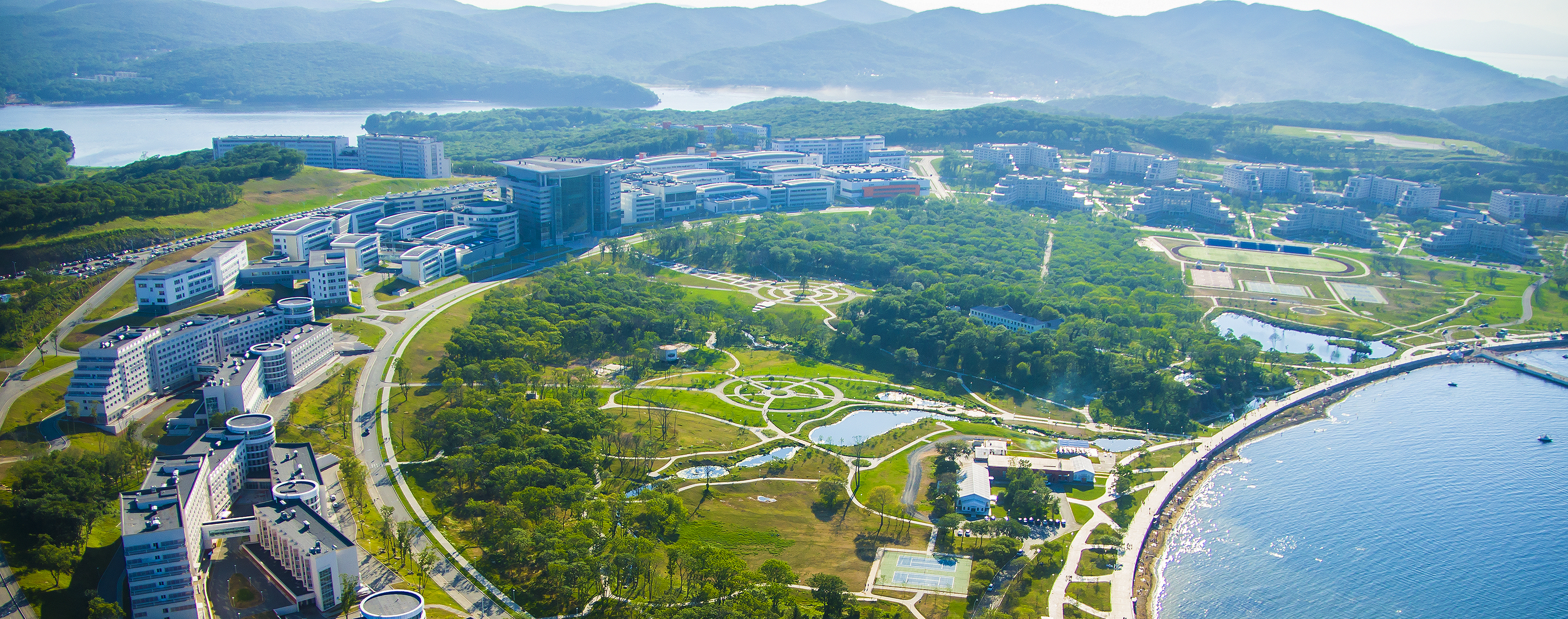
Кампус Дальневосточного федерального университета на Русском острове (Владивосток)

Университе́т (от нем. Universität, которое, в свою очередь, произошло от лат. universitas — совокупность, общность) — высшее учебное заведение, где готовятся специалисты по фундаментальным и многим прикладным наукам. Как правило, осуществляет и научно-исследовательскую работу. Многие современные университеты действуют как учебно-научно-практические комплексы. Университеты объединяют в своём составе несколько факультетов, на которых представлена совокупность различных дисциплин, составляющих основы научного знания.

## История
Некоторые авторы считают старейшим университетом монастырский комплекс и буддийский образовательный центр Наланда, существовавший в V—XII веках в Индии.
В 855 году в Константинополе, на базе более ранней школы, государственным деятелем Вардой и учёным Львом Математиком (ставшим первым ректором школы) была основана Магнаврская высшая школа.
В ней преподавались грамматика, риторика и философия, а также естественные науки — арифметика, геометрия, музыка, астрономия и медицина.
В IX веке появился Университет Салерно, просуществовавший до 1861 года, а также литературные школы в Велики-Преславе и Охриде, основанные болгарским царём Борисом I (в крещении Михаилом).

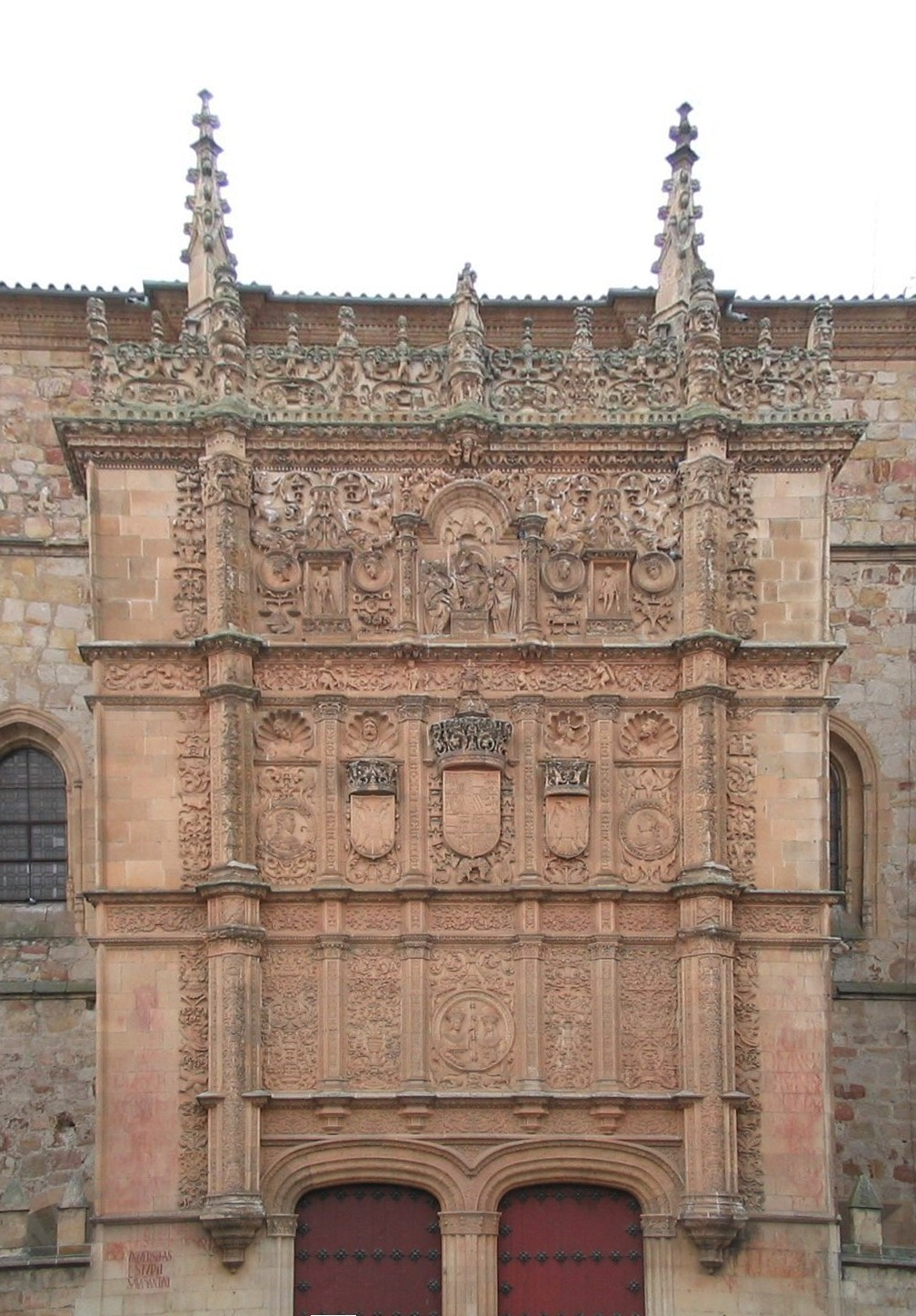
Университет в Саламанке, основанный в 1218 г.

Появление университетов в средневековье связано с развитием городов. Ранее всего в Европе, в XI в., они возникли в Италии. Там был открыт около 1088 года Болонский университет, первоначально представлявший собой школу, где на основе римского права разрабатывались юридические нормы. На основе нескольких монастырских школ в конце XII века вырос Парижский университет.

В XII веке в Париже, «в счастливом городе, где учащиеся количеством превосходят местных жителей», кафедральная школа, школы аббатов св. Женевьевы и св. Виктора и множество профессоров, самостоятельно преподававших «свободные искусства», слились в одну ассоциацию — «Universitas magistrorum et scolarum Parisensium». Университет делился на факультеты: богословский, медицинский, юридический и «артистический», а ректор самого многолюдного «факультета артистов», где изучались Семь «свободных искусств»: грамматика, риторика и логика, арифметика, геометрия, музыка и астрономия, — встал во главе университета: ему были подчинены деканы всех остальных факультетов. Парижский университет становится богословским центром Европы, независимым от светского суда и получившим закрепление своих прав со стороны папской власти.— 
В 1117 году Оксфордский университет уже проводил обучение студентов, и, согласно истории, после столкновения профессуры и студентов с жителями Оксфорда в 1209 году, некоторые учёные бежали на север, где основали Кембриджский университет. Кроме Кембриджа в XIII в. был открыт целый ряд университетов: в Саламанке, Монпелье, Падуе, Неаполе, Тулузе. В XIV веке появляются университеты: во Флоренции (studium generale — «всеобщая школа», 1321 г.), в Праге (1348), в Кракове (1364), в Вене (1365), в Гейдельберге (1385), затем в Лейпциге (1409), в Базеле (1459) и т. д.
Некоторые авторы считают, что распространение университетов в средневековой Европе было связано с Реконкистой в Испании, в итоге чего арабские университеты оказались на землях христианских государств, а также завоевания европейцами арабской Сицилии и походов крестоносцев на восток, где они знакомились как с арабской, так и с византийской культурой. Ранние университеты Западной Европы пользовались покровительством католической церкви и имели статус школ при кафедральных соборах (как Парижский университет) или Studium Generale (общих школ). Позже университеты создавали короли (Пражский и Краковский университеты) и муниципальные администрации (университеты в Кёльне и Эрфурте).
Обучение в университете делилось на два этапа. На первом из них (3-4 года) обучение состояло в овладении семью «свободными искусствами». Для начала студиозусу предлагалось научиться писать и говорить — он должен был овладеть тривиумом (от лат. trivium — трио, тройка) грамматика, риторика и логика. Уже этого было достаточно, чтобы получить неплохое место в городской администрации или выполнять обязанности секретаря-управителя в каком-либо феодальном поместье. После окончания тривиума студент мог приступить к изучению квадриума (от лат. quadrium — четверица, четвёрка). В него входили такие дисциплины как арифметика, геометрия, музыка и астрономия. Важно помнить, что единой программы обучения, характерной для современных вузов тогда не существовало. Студиозус мог изучать любые предметы в течение любого количества времени. Нередко обучение растягивалось на долгие годы — студенты переходили из одного университета в другой (благодаря единому языку обучения — латыни — границ для них фактически не существовало) в поисках редких книг или наилучших профессоров; прерывали обучение устраиваясь на работу, чтобы скопить денег на новый курс и т. д.
После овладения семью «свободными искусствами» (а в некоторых случаях и одним только тривиумом) студент мог перейти ко второму этапу обучения. Оно проходило на одном из высших факультетов, которые, как правило, специализировались на одной из трёх дисциплин: богословие, медицина или юриспруденция.
Первым высшим учебным заведением в Восточной Европе стала Острожская академия, датой основания которой считается 1576 год. В Китае учебным заведением, подобным университету, считается Академия Ханьлинь, открытая в VIII в.
К XVIII столетию университеты издавали собственные научные журналы. Выработались две основные модели университета: немецкая и французская. Немецкая модель основана на замыслах Вильгельма Гумбольдта и Фридриха Шлейермахера; университет поддерживает академические свободы, лаборатории и устраивает семинары.
Во французских университетах господствует жёсткий порядок, администрация направляет все стороны деятельности. До XIX в. в европейских университетах религия составляла важнейшую часть занятий, но в течение XIX в. её роль постепенно уменьшалась. Университеты сосредотачивались на научных исследованиях, и немецкая модель, лучше приспособленная к занятиям наукой, со временем получила большее распространение по всему свету, чем французская. Одновременно высшее образование становилось всё более доступным широким слоям населения. Университеты появились в Китае.

## Организация

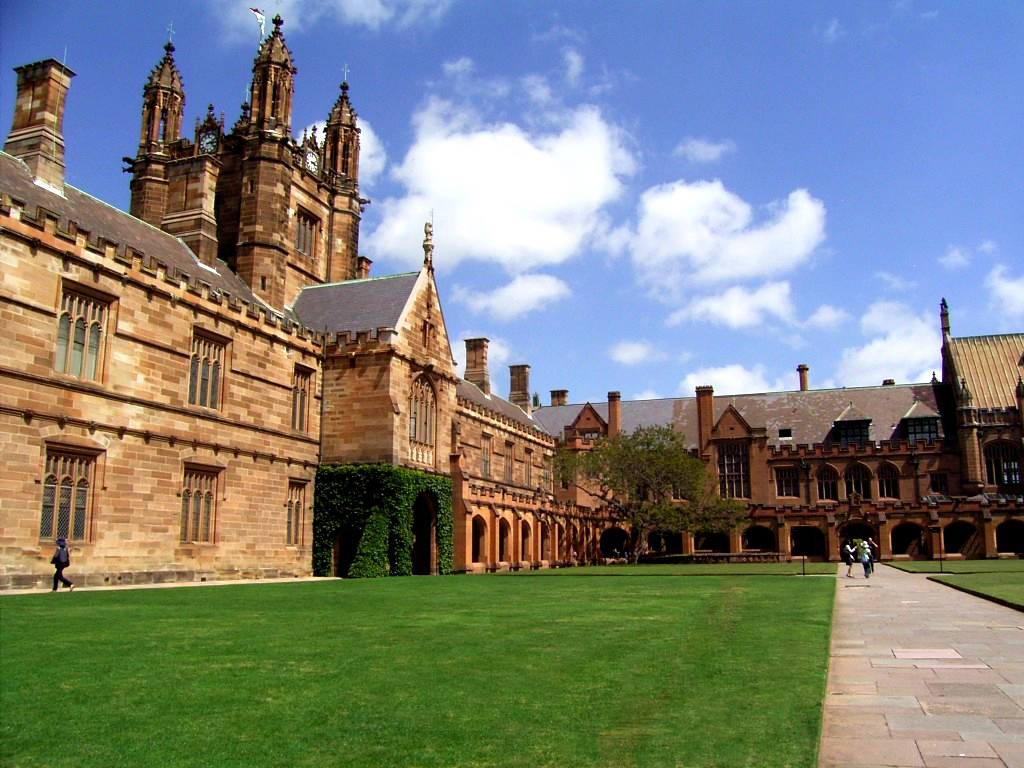
Сиднейский университет — старейший в Австралии

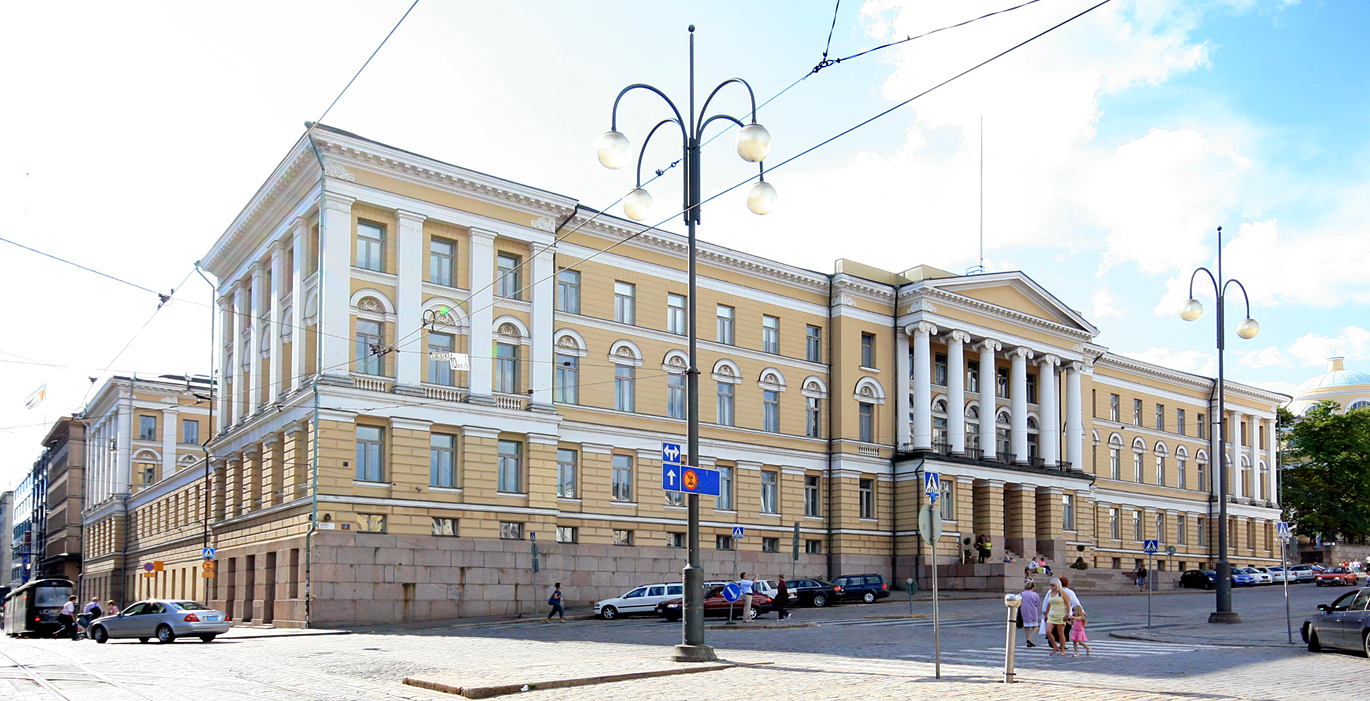
Главное здание Хельсинкского университета

Хотя каждый университет организован по-своему, большинство университетов имеет попечительский совет, президента, ректора или канцлера, по меньшей мере, одного вице-президента, вице-канцлера или проректора, а также деканов различных подразделений.
Отметим, что должности и обязанности президента и ректора (канцлера) университета — зачастую существенно различны. Президент вуза имеет и осуществляет обычно преимущественно представительские роли, занимается на самом высоком уровне привлечением финансов и т. п., а ректор (канцлер) — сосредотачивается на науке и учёбе.
Обычно университет состоит из нескольких факультетов или департаментов. Система государственных университетов обычно управляется министерством высшего образования, которое решает финансовые вопросы, утверждает изменения в программах обучения и намечает дальнейшее развитие национальной системы высшего образования. Тем не менее, многие государственные университеты мира имеют значительную самостоятельность в области финансов, в научных исследованиях и в педагогических вопросах. Частные университеты обеспечиваются частными лицами и, в основном, независимы от государства.
Несмотря на политические, экономические и культурные особенности разных стран и областей внутри одной и той же страны, университеты обычно задают тон в области научных исследований и по уровню обучения, по меньшей мере, в своей округе. Большинство университетов устраивают и обеспечивают не только преподавание различных дисциплин от естественных наук, архитектуры и медицины до права, общественных или спортивных наук, но и быт своих студентов, в том числе питание, книготорговлю, банковское обслуживание, возможности подработать в свободное от учёбы время и даже бары и дискотеки. Кроме того, в университетах имеются библиотеки, спортивные центры, студенческие объединения, компьютерные классы и лаборатории. Во многих классических университетах также имеются собственные ботанические сады, астрономические обсерватории, бизнес-инкубаторы и университетские клиники. Многие аграрные университеты работают как учебно-научно-практические комплексы, в состав которых входят учебно-опытные хозяйства, опытные фермы, станции по производству и переработке растениеводческой продукции и т. д.

## Религиозный/политический контроль университетов
Некоторые университеты направляются политическими или религиозными деятелями, которые затрудняют или даже запрещают преподавание одних концепций или дисциплин или (а чаще и) навязывают преподавание других. Иногда существуют национальные или расовые ограничения для абитуриентов и профессорско-преподавательского состава, а также проводимых в университете исследований.
В советских университетах и институтах выделялось много учебных часов на изучение общественных наук, которые при этом преподавали с точки зрения марксизма-ленинизма. Изучение советской идеологии было обязательным для студентов всех специальностей и разделялось на три основных дисциплины: научный коммунизм, марксистско-ленинская философия и политическая экономия советского образца, преподавание которых, кроме собственно курсов перечисленных дисциплин, было также включено во многие другие курсы — например, по истории или экономике.

## Университеты в России

### Университеты до 1917 года
Первым университетом на землях нынешней России был основанный в 1544 году Кёнигсбергский университет «Альбертина» в нынешнем Калининграде.
В 1724 году был создан и в 1766 году закрыт Академический университет в Санкт-Петербурге (действовал как часть Петербургской Академии наук). Некоторые прослеживают его деятельность и после 1766 года, устанавливая преемственность с открытой на его основе в 1783 году гимназией, педагогическим институтом (1804), главным педагогическим институтом и Петербургским университетом, считая его первым российским университетом.
Первый образец классической для России университетской формы явил основанный в 1755 году Московский университет.
В 1755 году был создан Императорский Московский университет. Указ о его создании 24 января (4 февраля) 1755 года подписала императрица Елизавета Петровна.
Всего в истории Российской империи существовало одиннадцать императорских университетов.
| Название при основании                                                                                        | Современное название                            | Учреждение Открытие                            | Период существования |
| --- | ----------------------------------------------- | ---------------------------------------------- | -------------------- |
| Императорский Московский университет                                                                          | Московский государственный университет          | 12 (23) января 1755 26 апреля (7 мая) 1755     | (1755—1917)          |
| Императорский Дерптский университет (1802—1893) Императорский Юрьевский университет (1893—1917)               | Тартуский университет                           | 4 (15) мая 1799 1 (13) мая 1802                | (1802—1917)          |
| Императорский Виленский университет                                                                           | Вильнюсский университет                         | 18 (30) мая 1803                               | (1803—1832)          |
| Императорский Харьковский университет                                                                         | Харьковский национальный университет            | 24 января (5 февраля) 1803 17 (29) января 1805 | (1803—1917)          |
| Императорский Казанский университет                                                                           | Казанский государственный университет           | 5 (17) ноября 1804                             | (1804—1917)          |
| Санкт-Петербургский Императорский университет (1821—1914) Петроградский Императорский университет (1914—1917) | Санкт-Петербургский государственный университет | 8 (20) февраля 1819 5 (17) ноября 1819         | (1819—1917)          |
| Императорский университет Святого Владимира                                                                   | Киевский национальный университет               | 15 (27) июля 1834                              | (1834—1917)          |
| Императорский Новороссийский университет                                                                      | Одесский национальный университет               | 1 (13) мая 1865                                | (1865—1917)          |
| Императорский Варшавский университет                                                                          | Варшавский университет                          | 12 (24) октября 1869                           | (1869—1917)          |
| Императорский Томский университет                                                                             | Томский государственный университет             | 16 (28) мая 1878 22 июля (3 августа) 1888      | (1888—1917)          |
| Императорский Николаевский университет                                                                        | Саратовский государственный университет         | 10 (23) июня 1909                              | (1909—1917)          |

К октябрю 1917 года в России было 11 университетов, из них 2 (Саратовский и Пермский, созданный уже постановлением Временного Правительства России от 1 (14) июля 1917 года в связи с чем не может считаться «Императорским») не имели полного состава факультетов.
В университетах, как правило, было 4 факультета: историко-филологический, физико-математический, юридический и медицинский.

### Университеты в современной России

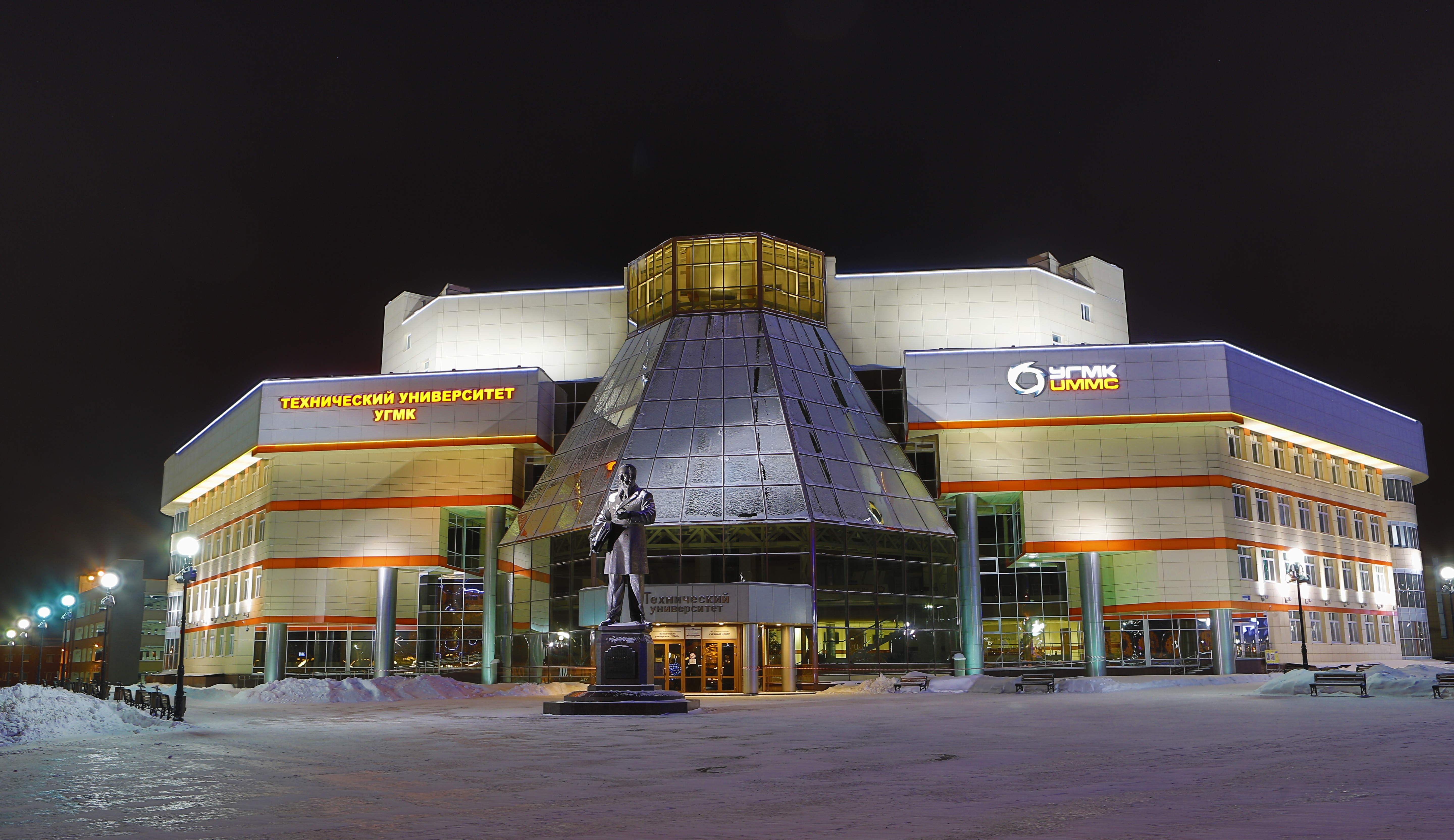
Здание Технического университета УГМК (Верхняя Пышма), открытого в 2013 году

В Российской Федерации существует несколько типов государственных университетов: федеральные университеты, национальные исследовательские университеты, региональные опорные университеты, а также университеты с особым статусом (МГУ и СПбГУ).
На сегодняшний день в России существует довольно много негосударственных вузов. Первым частным вузом в стране стал российско-американский Международный университет в Москве. В основном они дают образование по профессиям, не требующим приобретения дорогостоящего оборудования: экономика, юриспруденция, психология.
Университеты России существенно отличаются друг от друга по качеству образования, эффективности и востребованности среди абитуриентов.
Вступивший 1 сентября 2013 года в силу закон «Об образовании в Российской Федерации» разрешил образовательным организациям создавать на базе промышленных предприятий свои кафедры. Однако в 2013—2016 годах в России только один «корпоративный университет» воспользовался этим правом и стал давать высшее образование — в 2013 году в Верхней Пышме (Свердловская область) был создан Технический университет УГМК. В 2014 году при нём открыт Научно-исследовательский центр.

## В культуре
Кинематограф:
- Мои университеты (фильм) и одноимённая автобиографическая трилогия М. Горького

Песни:
- «Gaudeamus igitur»
- «Из вагантов» (Музыка Д. Тухманова, перевод Л. Гинзбурга из вагантов XI−XIII вв.)[40]

Телевидение:
- Российские университеты — московский государственный телеканал, вещавший с 13 апреля 1992 года по 10 ноября 1996 года.